# Дронго суматранський
Дронго суматранський (Dicrurus sumatranus) — вид горобцеподібних птахів родини дронгових (Dicruridae).

## Поширення
Ендемік Індонезії. Поширений на острові Суматра та островах Ментавай. Мешкає у тропічних та субтропічних вологих низовинних лісах.

## Опис
Птах завдовжки 29 см. Це птах з міцною і стрункою зовнішністю, великою округлою головою, конусоподібним і міцним дзьобом, короткими ногами, довгими крилами і довгим трапецієподібним хвостом зі злегка роздвоєним кінчиком. Оперення глянцево-чорне з синьо-зеленим відтінком. Дзьоб і ноги чорнуватого кольору, очі темно-карі.

## Спосіб життя
Трапляється парами або поодинці. Харчується комахами, їх личинками та іншими безхребетними, які знаходяться на землі, в польоті або серед гілок та листя дерев та кущів. Також поїдає дрібних хребетних, зерно, ягоди, нектар.

## Підвиди
- Dicrurus sumatranus sumatranus Ramsay, 1880 — Суматра;
- Dicrurus sumatranus viridinitens (Salvadori, 1894) — Ментавай.